# Buzi
Buzi (portugisiska: Rio Búzi) är en flod i sydöstra Afrika. Den börjar i östra Zimbabwe och fortsätter österut till Moçambique, genom provinserna Manica och Sofala. Den har sitt utlopp i Moçambiquekanalen väster om Beira.
Buzi är 250 km lång och utflödet vid mynningen är 79 m³/s.
Floden svämmar ofta över och skapar då en flodslätt tillsammans med Pungwefloden. Avrinningsområdet räknas ofta samman för Buzi och Pungwe och sträcker sig in i Zimbabwe.
I Revue, en av Buzis större bifloder, ligger vattenkraftdammen Chicamba. Chicambakraftverket har en effektpotential på 38,4 MWe och förser bland annat staden Chimoio med ström.